# Eaton County
Eaton County is een county in de Amerikaanse staat Michigan.
De county heeft een landoppervlakte van 1.493 km² en telt 103.655 inwoners (volkstelling 2000). De hoofdplaats is Charlotte.

## Bevolkingsontwikkeling

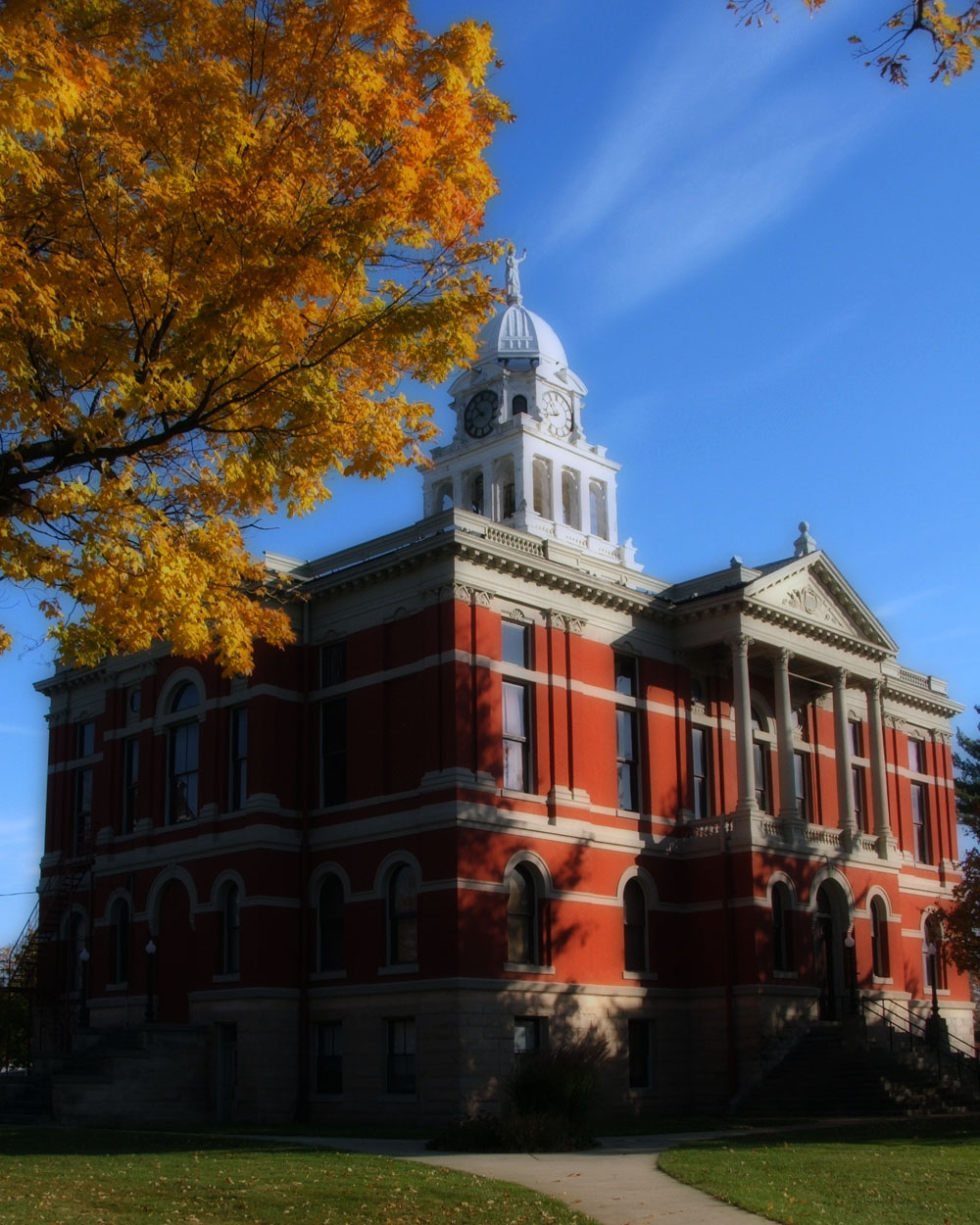
Eaton County Courthouse